# Радянські партизани
Радя́нські партиза́ни — учасники рухів опору, які вели партизанську війну проти країн Осі під час Другої світової війни в Радянському Союзі, на раніше окупованих Радянським Союзом територіях міжвоєнної Польщі в 1941–1945 роках і в східній Фінляндії. Діяльність радянських партизанів стартувала після того, як у середині 1941 року нацистська Німеччина розпочала операцію «Барбаросса». Рух партизанів координувався радянським урядом і був організований за зразком Червоної армії.
Партизани відіграли значну роль у війні, протидіючи планам Німеччини щодо економічної експлуатації окупованих радянських територій, надали значну допомогу Червоній Армії, проводячи систематичні напади на тилові комунікації Німеччини, розповсюджували політичну риторику серед місцевого населення шляхом видання газет і листівок.
Радянські партизани також діяли на міжвоєнних територіях Польщі та Прибалтики, окупованих Радянським Союзом у 1939–1940 роках, але вони мали там значно меншу підтримку і часто вступали у зіткнення з місцевими національними партизанськими загонами, а також з контрольованою німцями поліцією.

## Підготовка
У 20-х та в першій половині 30-х років 20 століття радянське партійне, державне, та військове керівництво вважало, що в разі збройної агресії іноземних держав проти СРСР на території країни, окупованій ворогом, потрібно організувати партизанську війну. Закладались партизанські бази, схованки з запасами зброї, боєприпасів, паливно-мастильних речовин, продовольства тощо, велась розробка, випробування і виробництво засобів ведення «малої війни», готувались кадри для неї. Тільки в УРСР на базі Українського військового округу під командуванням Йони Якіра (17 травня 1935 року Український військовий округ розділено на Київський і Харківський військові округи, а Йона Якір залишився командувати Київським військовим округом аж до кінця травня 1937) було підготовлено понад 50 тисяч диверсантів, зв'язківців та радіозв'язківців для майбутньої партизанської війни.
У другій половині 30-х років в радянській військовій доктрині переважила концепція наступальної війни «на ворожій території й малою кров'ю», а в такій війні партизани та бази на своїй землі були визначені як не потрібні, ба навіть розмови про можливість ведення партизанської війни на території СРСР вважались проявом невіри в сили Червоної армії. Крім того, в 1937 році в СРСР розпочався «Великий терор», складовою частиною котрого стали й сталінські чистки в армії, зокрема «Справа Тухачевського». Одним зі звинувачених у «порушенні присяги, зраді, шпигунстві, шкідництві, підготовці терористичних актів проти радянського керівництва, а також у змові з метою захоплення влади, реставрації капіталізму і відриву від Радянського Союзу частини території на користь Німеччини та Японії» був і заарештований 28 травня 1937 року командувач Київського військового округу Йона Якір Ще раніше, в 1936 році, за ґратами опинились заступник командувача Харківського військового округу Семен Туровський та декілька військових командирів високого рангу з Київського військового округу.

## Створення партизанського руху
Радянський партизанський рух був головним чином організований та повністю контролювався органами ВКП(б) та НКВС. Головною метою руху було перешкоджання закріпленню німецької армії на завойованих територіях СРСР, руйнування всіма засобами тилу супротивника. Основними бойовими діями радянських партизанів було впровадження тактики «спаленої землі», диверсії на ворожих комунікаціях та терор проти окупаційних військ, сил національного Руху Опору.
Політика «спаленої землі» була проголошена директивою Раднаркому СРСР і ЦК ВКП(б) від 29 червня 1941 року.
«… В зайнятих ворогом районах створювати партизанські загони і диверсійні групи для боротьби з частинами ворожої армії, для розпалювання партизанської боротьби всюди і скрізь, для підриву мостів, доріг, псування телефонного і телеграфного зв'язку, підпалу складів і т. д.»Оригінальний текст (рос.)
«…В занятых врагом районах создавать партизанские отряды и диверсионные группы для борьбы с частями вражеской армии, для разжигания партизанской борьбы всюду и везде, для взрыва мостов, дорог, порчи телефонной и телеграфной связи, поджога складов и т.д.»"
У виступі Сталіна 3 липня 1941 року було згадано ці постанови. Політика була узаконена спеціальною постановою Державного комітету оборони від 22 липня 1941 року та іншими документами. Тактика «спаленої землі» застосовувалась без винятку на всій території, що мала потрапити під окупацію.
5 липня 1941 року ЦК КП(б)У прийняв постанову про створення партизанських загонів та організацій антифашистського підпілля в районах, яким загрожувала окупація. Наприклад, під час оборони Києва восени 1941 р. було сформовано 11 партизанських загонів, що налічували близько 1800 чоловік.
18 липня 1941 року постанову «Про організацію боротьби в тилу німецьких військ» прийняв ЦК ВКП(б).
Центральне керівництво «народними месниками» загалом і в цілому не довіряло не тільки місцевому населенню, але і самим партизанам. Починаючи з 1942 р. у кожному великому партизанському загоні існував особливий відділ НКВС, котрий не тільки боровся зі шпигунством і розстрілював «антирадянський елемент», але і перевіряв всіх і вся на благонадійність. Тільки в Барановіцькій з'єднанні партизанських загонів на початок 1944 агентурна мережа налічувала 2000 сексотів.
Уявлення про партизанів як добровільних борців за народне щастя лише частково відповідає дійсності: керівництво «народних месників» з 1942 року під загрозою розстрілу насильно мобілізувало селян у червоні загони. До того партизанами були переважно чекісти, міліціонери, представники колишнього партрадактиву, оточенці і втікачі з таборів військовополонених.
Недовіра було багато в чому обґрунтована: керівники партизанських загонів хронічно брехали у своїх звітах у центр, постійно применшуючи власні втрати й нечувано перебільшуючи втрати ворога. Так, після війни на основі донесень партизан кількість убитих ворогів оцінювалося в півтора мільйона людей. Використавши німецькі документи, американський дослідник Джон Армстронг вивів іншу цифру — 45 тис. чоловік, половину з яких становили німці. У цьому випадку 95 % успіхів партизанів існувало лише на папері.
Партійний функціонер Дубов так у липні 1943 описав стан у бригаді ім. М. В. Фрунзе, яка налічувала 650 бійців. Безглуздість його посилювалася тим, що ця бригада складалася переважно з молодих місцевих селян, насильно мобілізованих до лав «народних месників»: «Командування бригади бойових завдань перед загоном не ставив, не проводило жодної бойової операції. Навчанням та набутті бригади і загонів не займалося. У бригаді і загонах була відсутня дисципліна, процвітало пияцтво, мародерство і незаконні розстріли. Населення відгукувалося про бійців Фрунзенської бригади, як про мародерів і бандитів».
Декотрі добровольці встигали по кілька разів змінити сторону, за яку воювали. Найяскравіший приклад — колишній офіцер міліції НКВД з Києва Іван Хитриченко. Він потрапив у німецький полон в ході евакуації з Київського котла, записався в таборі, як червоноармієць Зайченко, і був відпущений додому. В грудні 1941 року він узявся реорганізовувати місцеве підпілля на Житомирщині у партизанський загін, який був знищений нацистами одразу на місці збору. У 1942 році Хитриченко з'явився у Києві, де став командиром підрозділу поліції, що охороняв відбудову
моста через Дніпро. Паралельно він почав налагоджувати зв'язки з столичним партійним підпіллям, що мало наслідком серію провалів, за які підпільники заочно засудили його до смерті. В грудні 1942 року Хитриченко полишив службу в поліції, і з'являвся у низці партизанських загонів Київщини та Житомирщини, намагаючись об'єднати їх під своїм
командуванням. У березні 1943 року він добився санкції на такі дії від Ковпака, й зрештою очолив Київське партизанське з'єднання ім. Хрущова. У 1944 році за наказом Лаврентія Берії Хитриченко був заарештований і засуджений, проте у 1955 році, після приходу до влади Микити Хрущова, його реабілітували. (ГДА СБУ. — Ф. 6. — Спр. 46175ФП. — Т. 1. — Арк. 13, 189, 257; Т. 3. —Арк. 137—144, 250 зі зв.; Т. 4. — Арк. 11-122.)

## Цілі та завдання
17 грудня 1941 року з'явився секретний Наказ Ставки Верховного Головного Командування № 0428. Він проголошував:
«…Лишити німецьку армію можливості розміщатися в селах і містах, вигнати німецьких загарбників з усіх населених пунктів на холод в поле, викурити їх з теплих домівок і примусити мерзнути просто неба….

Ставка Верховного Головнокомандування наказує:
1. Зруйнувати та спалити до тла всі населені пункти в тилу у німців на відстані 40-60 км в глибину від переднього краю та на 20-30 км вправо и вліво від доріг.
Для знищення населених пунктів у вказаному радіусі дії використати не гаючи часу авіацію, широко використовувати артилерійський та мінометний вогонь, команди розвідників, лижників і партизанські диверсійні групи, озброєні пляшками з запальною сумішшю, гранатами та вибуховими засобами.
2. В кожнім полку зібрати команди мисливців по 20-30 чоловік кожна для підриву та спалювання населених пунктів, в яких розташовані війська ворога. В команди мисливців підбирати найбільш відважних і міцних в політико-моральнім відношенні бійців, командирів та політпрацівників, ретельно роз'яснюючи їм завдання та значення цього мироприємства для розгрому німецької армії. Видатних сміливців за відважні дії по знищенню населених пунктів, в котрих розташовані німецькі війська висувати для урядової нагороди.
3. При вимушеному відступі наших частин на тому чи іншому відрізку фронту відводити з собою радянське населення і обов'язково знищувати всі без винятку населені пункти, щоб ворог не міг їх використовувати. В першу чергу для цієї цілі використовувати виділені в полках команди мисливців.
4. Військовим радам фронтів і окремих армій систематично перевіряти, як виконується завдання по знищенню населених пунктів у вказаному вище радіусі від лінії фронту. Ставці через кожні 3 дні доносити, скільки і які населені пункти знищені за останні дні і якими засобами досягнуті ці результати.
Ставка Верховного Головного Командування: І. Сталін
Б. Шапошников».

(Джерело (рос.): Сталин И. В. Сочинения. — Т. 18. — Тверь: Информационно- издательский центр «Союз», 2006. С. 283—284.)
Відомий письменник та історик-дослідник Володимир Батшев, відповідально посилаючись на Центральний архів Міністерства оборони СРСР, у своїй чотиритомній фундаментальній праці «Власов» (т. 1, стр. 214, изд-во «Мосты-Литературный европеец», Франкфурт-на-Майне, 2001/2005) доводить інший варіант тексту цього сталінського наказу:

«…Всі населені пункти на відстані 40-60 на глибину від лінії фронту та на 20-30 км по ліву та праву сторону від доріг, в котрих знаходяться ворожі війська, мусять бути спалені і зруйновані. Для знищення наслених пунктів в означенім радіусі наказую використовувати авіацію, артилерію, а також команди розвідників, лижників і партизанські групи, що повинні бути оснащені пляшками з підплюванною сумішю.
При вимушеному відході наших частин на тій чи іншій ділянці уводити з собою радянське населення і обов'язково знищувати всі без винятку населені пункти, щоб ворог не міг їх використовувати.
Більшість задіяних у цьому важливому державному завданні повинні бути переодягнені в трофейну форму німецького вермахту та військ СС.
Щоб після кожної „каральної експедиції“ залишалися свідки, котрі потім зможуть повідати про злодійства фашистів. Це повинно розбудити ненависть до фашистських окупантів, полегшіть вербовку партизанів в тилу ворога.
…Формування, зайняті у цім смілому підприємстві повинні складатися із мужніх бійців, котрі мусять бути представлені до урядових нагород.
Ставка Верховного Головнокомандування
Верховний Головнокомандувач І. СТАЛІН
Начальник Генштабу Б. ШАПОШНИКОВ»".

(Джерело: ЦАМО СССР. Ф. 353. Оп. 5864. Д.1 Л.2)
Слід відмітити, що ця тактика терору і провокацій широко використовувалась радянською владою і в майбутньому: наприклад після війни в Україні діяли військовики НКВС, переодягнені в форму бійців УПА.
По виконанню сталінського наказу № 0428 діяла відома радянська диверсантка-розвідниця — Герой Радянського Союзу комсомолка Зоя Космодем'янська, що в складі радянської диверсійної групи спробувала зпалити підмосковне село Петрищево. Всього загін, в котром була Космодем'янська, мусив за 5-7 днів знищити коло 10 російських сел. Як відомо, Зої вдалося разом зі своїми товаришами спалити три хати, потім вона 28 листопада 1941 року при допомозі селян була спіймана німцями. По зізнанню радянського маршала Г. К. Жукова, сталінський наказ скрізь натрапив на «активне неприйняття місцевих жителів». Наступного дня «героїня», була прилюдно страчена як підпалювач хат. На думку письменника Миколи Анова, пізніше він розмовляв з вчителькою з Петрищева, після повернення радянської влади багатьох селян Петрищева було репресовано.
Слід зазначити, що стратегія «спаленої землі» широко використовувалась радянською владою і до появи наказу № 0428. Із книги В. Батшева: згідно з рапортом про хід виконання наказу Ставки за № 0428, підписаним заст. начальника оперативного відділу 5-й армії підполковником Переверткіним, вже до 25 листопада 1941 року  Червоною армією, що відступала, і її партизанськими загонами було знищено повністю і зруйновано частково більше п'ятдесяти російських сіл Підмосков'я (В. Батшев, «Власов», т. 1, стор. 215—217).
Дослідники визнають, що «проведення в життя наказу № 0428 вигнало на холод не стільки німців, скільки мирних мешканців, що не встигли евакуюватися. Тисячі жінок, стариків і дітей були позбавлені даху над головою суворою зимою 1941/1942 рр.».
Як посилається далі той же автор, «Й.Гебельс вдало використовував цей наказ в ідеологічній війні проти СРСР. На стінах домів в окупованих містах з'явилися мільйони плакатів, на котрих Сталін з смолоскипом у руці підпалював селянські хати».

## Керівництво партизанським рухом
Стратегічне керування партизанським рухом здійснювала Ставка Верховного Головнокомандування СРСР через Центральний штаб партизанського руху (ЦШПР, рос. ЦШПД) у Москві. Начальником ЦШПР у 1942—1944 роках був секретар ЦК КП Білорусі Пантелеймон Кондратович Пономаренко. У Москві також знаходились республіканські та крайові штаби, що були підпорядковані Центральному штабу. Начальником Українського штабу партизанського руху (УШПР, рос. УШПД) був секретар ЦК КП(б)У Тимофій Амвросійович Строкач — український кадровий чекіст, заступник наркома внутрішніх справ УРСР.
Найвідоміші керівники радянських партизанських військових з'єднань в Україні: Ковпак Сидір Артемович, Федоров Олексій Федорович, Сабуров Олександр Миколайович, Вершигора Петро Петрович

## Територія базування

### Кількість та склад
1 березня 1944 року перший секретар ЦК КП(б)У Микита Хрущов, виступаючи на сесії Верховної Ради УРСР, заявив: в Україні діяли 228 партизанських загонів кількістю 60 тис. чоловік. А вже 20 серпня того ж року в доповідній записці Українського штабу партизанського руху йдеться про 115 тис. Через декілька місяців у документах УШПР фігурує 180 тис. У травні 1945-го ЦК КП(б)У вже оперувало даними в 200 тис. чоловік. 1975 року, після чергової кампанії з виявлення партизанів, з'явилася нова цифра — 501 тис. Українська партноменклатура тоді прагнула показати свою республіку «найбільш партизанською з усіх партизанських».
Усі ці цифри історики піддали ревізії після розпаду СРСР. Зокрема Анатолій Кентій стверджує, що реальна чисельність партизанів, які одночасно діяли на окупованій території, була максимальною на січень 1944 року — близько 48 тис. А за роки війни загалом, пише російський дослідник Олександр Гогун" через партизанські загони пройшло близько 100 тис. чоловік.
468 тис. солдатів вермахту загинули від рук партизанів — такою була офіційно прийнята в СРСР статистика німецьких втрат. Ця кількість теж радикально завищена. Американський історик Джон Армстронґ, проаналізувавши німецькі джерела, пише про 30-45 тис. загиблих солдатів вермахту й колабораціоністів на всій території СРСР. Німецький історик Луц Клінкхаммер називає цифру в 18 тис.
Український історик Анатолій Кентій вважає, що за всі роки німецької окупації через лави радянських партизан, підконтрольних Москві, пройшло 50-70 тисяч чоловік. Кількість же не радянських, тобто не підконтрольних УШПР або антирадянських партизан було в 2-3 рази більше.
У 1942 році на Полісся і Волинь вирушили спеціальні відділи червоних партизан, які були призначені для боротьби з німцями та УПА і в лавах яких було чимало польських комуністів. Шукаючи можливість помститися українцям, чимало поляків вступали до лав радянських партизанів. На Волині 7 тис. поляків перебувало у складі різних «червоних» партизанських груп. За період січень-березень 1944 року польські партизани провели 17 боїв з підрозділами УПА. При цьому не обійшлося без значних втрат з боку мирного українського населення.
Данило Шумук, автор книги спогадів «За східнім обрієм (Спомини про пережите)», згадує в ній, що в камері смертників Рівненської тюрми він мав конфліктну ситуацію з в'язнем Андріяновим, що був засуджений за вбивство свого партизанського командира, котрий Данилові заявив:

| Ти знаєш хто я такий ? Я рецидивіст, я вже три рази був засуджений, я відвідав всі табори Росії. Мене взяли з табору і перекинули за фронт до Ковпака. Я пройшов з Ковпаком аж до Карпат, а ти наважився руку підняти на мене[15].Оригінальний текст (рос.) Ты знаешь кто я такой? Я рецидивист, я уже три раза был осуждён, я поведал все лагеря России. Меня взяли с лагеря и перебросили за фронт к Ковпаку. Я прошёл с Ковпаком аж до Карпат, а ты осмелился руку поднять на меня. |

## Стосунки з населенням

### Мародерство
Радянські партизани здобували харчі переважним чином через пограбування мирного населення. Так, двічі Герой Радянського Союзу Федоров в жовтні 1943 року подав на ім'я Хрущова доповідну записку, де відзначав дії загонів майбутнього Героя Радянського Союзу Бринського (псевдо «дядя Петя») таким чином:

| «Ставимо Вас до відома, що дії ряду командирів цього з'єднання (не кажучи вже про рядових партизанів, які тероризують мирне населення побиттями, вбивствами і мародерством) проведені, як правило, у формі бандитизму, грабування і мародерства, потребують Вашого втручання». |
А ось що пише в своїй доповіді від 27 березня 1944 року комісар Кам'янець-Подільського партизанського з'єднання ім. Жукова Миронов:

| «У більшості партизанських загонів склалася така думка, що поголовно всі жителі Західної України націоналісти, і заходячи в села, вони проводили майже поголовне вилучення худоби і майна і вбивали чоловіче населення у порядку помсти за загиблих диверсантів». |
За свідченнями місцевих мирних жителів, радянські партизани спалювали села та окремі будинки, грабували, катували та ґвалтували людей.

Люди вважали, що партизани ображали людей більше, ніж німці — 85-річна Олександра Жоголь із села Добрянка Ічнянського району Чернігівської області розповідає:
Ті прийдуть: «Дай яйко». А еті прийдуть — і вєщі забирали, і занавєскі тащили. На своїх партизан многіє жалувалися. Раз являється до нас у Добрянку партизанський обоз, большущий. Стояв вот здєсь на вулиці, ми через вікно смотрім. Один говорить двом: «Іди ти ету хату шаруй, а ти ту». Забирали всьо тогда
«Виявлено низку злочинних фактів, що творить командний склад з'єднання. Розстріли (вбивства) дівчат-партизанок, з якими співжили командири. Постійний розстріл мирних жителів і розпуста в побутовому житті. І як результат на основі цієї розпусти захворювання бійців і командирів на венеричні захворювання є звичайним і масовим явищем» (Із доповідної записки командира Чернігівсько-Волинського партизанського з'єднання НКВС СРСР Олексія Федорова, надісланої на ім'я Микити Хрущова 21 жовтня 1943 року, про командирів і бійців партизанських загонів Антона Бринського).
«Дуже багато скарг і образ на те, що всі бійці, як чоловіки, так і жінки, при марші йдуть пішки, а дружини командирів на підводах. Або замість пораненого відправляють на Велику Землю в літаку вагітну дружину» (Із доповідної записки колишнього політрука п'ятої групи Сумського партизанського з'єднання Мінаєва керівникові Українського штабу партизанського руху Тимофієві Строкачу про моральний стан з'єднання, 28 квітня 1943 року).
«Від нашого села Комарівка за 6 км є село Борівка, в якому живе місцевий лікар і громадянин М. Кузьменко. Сфабрикували якусь групу, оформили документи, приписали до себе жінок, що гуляли з „власівцями“, та отримали, окрім документів, ще й медалі за свою діяльність. Як це розуміти? Виходить, що можна не захищати свою Батьківщину, не йти на смерть, а мати довгий язик, бути нахабним і бездушним, служити, як говориться, двом богам і бути правим». (Із листа від колишнього партизана Івана Бурука з Макарівського району на Київщині, надісланого в січні 1966 року Сидорові Ковпаку, що був тоді заступником голови президії Верховної Ради Української РСР).

### Терор проти місцевого населення
Партизани влаштовували на окупованих територіях комуністичний партизанський терор, який для місцевого населення був справжнім лихом. Ось що писав у другій половині 1942 р. у донесенні в політуправління Червоної армії помічник командира 125-го партизанського загону імені Сталіна Микита Бурцев: «Більшість партизанських загонів харчуються, одягаються і озброюються за рахунок місцевого населення, а не за рахунок видобутого в боях з фашизмом. Населення проявляє невдоволення і каже: „Німець обдирає, партизанам дай“. При заготівлі продуктів та одягу з боку окремих партизанських загонів проявляються елементи мародерства і хуліганства».

Партизану Рудько, який воював у бригаді Нікітіна, свідчить:
На території Західної Білорусі тисячі партизанів. Це, головним чином, полонені і оточенці, озброєні за рахунок лісів і місцевого населення. Оперують у більшості своїй нечисленними групами в 20—40 осіб, непогано, особливо навесні і в період, коли були ще гміни (волості), били німців. Але це була гола стихія, це була помста полоненого за все те, що він бачив і пережив у німців. Тепер же вони майже всі діють — не вистачило ні запасу боєприпасів, ні з ким вони не пов'язані, на 100 % відірвані від радянської дійсності. Установки партії і уряду з питання партизанського руху не знають. Живучи і діємо, вони неминуче перетворюються на зайвий баласт для селянства і налаштовують селянство проти партизанів в цілому. Значить, завдають шкоди партії і уряду, конкретно відбувається це так: коли немає німців, партизани вільно ходять по селу, ніякої роботи з селянами не ведуть, беруть у них корів, овець, хліб та інші продукти. Коли ж з'являється каральний загін, партизани не пручаючись біжать, а селян б'ють і палять за те, що утримували і годували партизанів. Селяни прямо кажуть: «На який чорт мені такі партизани, які забирають останнє і не можуть оборонити мене від німця. Не було б вас, мене не бив би і палив німець». Це, по-перше. По-друге, селянина обурює метод заготівлі (так зване бомбардування) продуктів, яка відбувається в такий спосіб: загін (група) отримує від командування відповідне село або два. Виїжджає вночі і підряд забирає в кожній хаті все що знайде: сало, масло, сметану, хліб та ін продукти. Звідси селяни все поголовно ховають. Нерідкі випадки, коли поряд з продуктами такі «партизани» обшукують шафи, скрині і беруть одяг і чоботи і навіть предмети розкоші: одеколони, годинники й ін речі. Забирають коней і вози для відвозячи продуктів, обіцяючи їх повернути, але фактично рідко їх повертають. Все це робиться без урахування соціального та економічного становища сім'ї. Не випадково, коли приїжджають партизани в село, що грають у дворі діти, помітивши їх, біжать у дім і кричать: «Мама, партизани їдуть». І мама починає ховати все, що має.

## Побут та хвороби
Лікарі, які перебували в партизанських загонах, відзначали, що в партизанів починалися захворювання через те, що в їх раціоні харчування було занадто багато м'яса. При цьому через хазяйнування німців і «народних месників» у ряді районів Західної Білорусі залишалося по одній корові на 5—7 дворів і по одному коню на 7—10 дворів.
Партизани вели розпусний спосіб життя. Венеричні недуги серед бійців і командирів були масовим явищем. Зазвичай на колективній фотографії кожного партизанського загону зображена корова, на боці якої іноді писали «Смерть фашистським окупантам!» Хоча тягати корову рейдами клопітно, вона була дуже потрібна партизанам. В загонах Ковпака, Сабурова, Федорова і інших була справжня епідемія венеричних захворювань. Медикаментів не вистачало, тому партизани лікувалися, як могли. Після ін'єкції коров'ячого молока, організм бурхливо реагує на чужорідний білок, температура тіла партизан на тривалий час піднімалася мало не до 40 °С (гонококи гинуть при 38 °С з невеликим). Таким чином корови рятували партизан.

## Радянська пропаганда

### Партизанські мемуари
Появою великої кількості партизанських мемуарів тиражами 100, 150, 200 тисяч примірників радянське суспільство зобов'язане Хрущову. Після його приходу до влади книжкові полиці буквально ломилися від творів, в яких колишні партизанські командири описували свої «подвиги» в роки війни — саме свої або ж наближених до себе людей, а не рядових партизанів. Саме за цими працями кілька поколінь радянських громадян дізнавалася про партизанський рух. Створювалися вони за підтримки влади — як частина радянської пропаганди. У той же час Хрущов був противником системних історичних досліджень партизанського руху, розуміючи, що вони розвінчають романтичний образ «радянських месників».
Федоров у своїх мемуарах «Підпільний обком діє» промовисто розповідає про допомогу, що її надають партизанам західноукраїнські селяни, і про підтримку останніми їх з'єднання практично в усьому регіоні. Тим часом командування Рівненського партизанського з'єднання № 2 у листопаді 1943 року в своєму листі повідомляло Федорова, що його бійці ведуть незаконну діяльність, на межі явного мародерства. Загін ім. Ванди Василевської, рухаючись через село Привентівка, піддав населення цього села форменому пограбуванню. «Бійці загону, — писалося в листі, — без жодного контролю і керівництва ходили по селу і вимагали все, що потрапило. Брали взуття, білизну, одяг, посуд, супроводжуючи свої дії лайкою, погрозами і застосуванням зброї, стріляючи з гвинтівок і автоматів».

Вельми неправдоподібно в мемуарах представлені українські націоналісти. У партизанських спогадах вони «продажні нелюди», які звіряче мучили разом з німцями місцеве населення. Так, Медведєв у своїй книзі «Сильні духом» характеризував бандерівських партизан, не скупившись на епітети:
Бандера був махровий гітлерівець, вивченик гестапо. Він зібрав покидьки петлюрівської контрреволюції, вцілілих куркулів, весь набрід, що опинився після тридцять дев'ятого року в гітлерівській Німеччині. Його «хлопці» грабували українські села і хутори, а прибутки від пограбувань ішли отаманові. Награбовані капітали Бандера вміщав на своє ім'я у швейцарський банк.
Проблемою в партизанських мемуарах є і те, що героями сюжетів тут часто ставали люди, які не мали анінайменшого стосунку до боротьби з німецькими окупантами і потрапили на сторінки книг завдяки знайомству з авторами. А приписки чужих операцій часто ставали предметом сварок між партизанськими «вождями», що призводили до того, що багато з них просто не спілкувалися між собою в мирний час.
Наочним прикладом тут може служити відкритий лист колишнього учасника партизанського руху Миколи Струтинського, надісланий ним до Інституту історії УРСР 26 березня 1966 року. Досвідчений партизан виявив у книзі «Поєдинок», написаною одним з керівників Рівненського підпілля, Героєм Радянського Союзу Терентієм Новаком, дивні речі. Терентій Федорович безсоромно привласнив собі ідею про підрив німецької їдальні в Рівному в 1943 році, натомість, за словами Струтинського, це була задумка якогось бійця Афоніна. Жертви вибуху в мемуарах автор також, м'яко кажучи, перебільшив.
"Новак доповів командирові загону, що вибухом міни було знищено кілька німецьких генералів, багато офіцерів і солдатів. Тепер він конкретизував цифру. Виступаючи 7 червня 1965 року на львівському телебаченні, Новак сказав, що в цій їдальні було вбито трьох генералів, чотирьох підполковників і 80 офіцерів, — пише в листі Струтинський. — З усією відповідальністю заявляю, що це зухвала брехня. У солдатській їдальні німецькі генерали і офіцери не харчувалися. Не було їх там і в момент вибуху. Насправді в результаті вибуху міни були важко поранені лише двоє: рядовий солдат-власівець і Червинський, який виконував наші завдання в комендатурі міста, де він працював шевцем, час від часу відвідував «Солдатен гейм».

## Відомі радянські партизани
З радянського часу в СРСР, потім в Росії видається чисельна істрорико-пропагандистська література про окремих «героїв-партизанів». Найвідоміші радянські партизани — герої Радянського Союзу:
- Микола Кузнецов (1911—1944) — кадровий чекіст, співробітник контррозвідки НКВС СРСР з 1932 р. До війни видавав з себе офіцера-льотчика у Москві, стежив за закордонними дипломатами. Під час війни був засланий у Західну Україну з розвідувальним, а згодом — терористичим завданням: у формі німецького офіцера вбивати німецьких генералів та офіцерів і чиновників окупаційного режиму на території рейхскомісаріату «Україна» (згодом — Генерал-губернаторства). Це спровокувало у відповідь терор німецької окупаційної влади проти місцевого українського населення та ОУН[18]. Загинув в бою з вояками УПА.
- Іван Кудря, молодший офіцер НКДБ СРСР, до війни спеціалізувався на диверсіях проти ОУН. На початку війни був залишений у Києві на чолі невеличкої шпигунсько-диверсійної групи. Через кілька місяців був спійманий Гестапо та страчений. Цілі, завдання та заслуги групи Кудрі досі невідомі, але йому радянською пропагандою приписувалася «заслуга» у мінуванні та підриві центру Києва. Однак, радянська пропаганда згодом сама ж себе спростувала, заявивши що мінувала Київ спеціальна інженерна бригада НКВС ОМБДСБОН, задовго до появи Кудрі у Києві, а підривали потім потужні фугаси дистанційно із російського тилу за допомогою радіокерованих детонаторів. Не зважаючи на це, Кудрі і його зв'язковій оперній співачці Раїсї Окіпній оголосили посмертно, через 20 років після війни присвоїли звання Героя Радянського Союзу.
- Зоя Космодем'янська — молода дівчина, яка до війни ще у шкільному віці страждала на хронічну паранойю, регулярно лікувалася у стаціонарі лікарні ім. Кащенко. Під час війни у складі диверсійного загону була заслана в тил німецьких військ — підпалювати хати російських селян у Підмосков'ї. Була спіймана селянами, віддана окупаційній владі, піддана катуванням та повішена. Після війни стала посмертно Героєм Радянського Союзу, офіційним символом патріотизму, зразковим прикладом для школярів, що у підлітковому віці вступали до лав комсомолу.
- Сидір Ковпак — до війни — дрібний провінційний компартійний діяч, що за деякими свідченнями страждав на алкоголізм. При втечі старшої партноменклатури від німецьких військ, що наступали, був залишений на окупованій німцями території. Під час війни доріс до радянського генерал-майора, двічі героя Радянського Союзу та командира партизанського зєднання. Під час спроби просунутися разом з своєю дивізією у Карпати, зазнав важкої поразки від партизанів УПА під Делятином. Після війни — учасник численних компартійних урочистих вистав та парадів у Києві, герой радянської літератури про війну та її екранізацій у кіно.
- Вершигора Петро Петрович — генерал-майор, як командир спеціальної диверсійно-розвідувальної групи НКВС (за іншими даними — ГРУ Генштабу СРСР) «Лезвие» (укр. «Лезо») був перекинутий літаком в тил німецьких військ до партизанського загону Сидора Ковпака. Мав завданням підтримувати зв'язок загону з Москвою та слідкувати безпосередньо за Сидором Ковпаком, контролювати його, перевіряти на лояльність Москві. Згодом командир 1-ї Української партизанської дивізії ім. С. А. Ковпака.
- Сабуров Олександр Миколайович — кадровий чекіст, генерал-майор, командував партизанським з'єднанням, що діяло у Сумській, Житомирській, Волинській, Рівненській та ін. областях України. Після війни очолював управління НКВС (МВС) ряду областей УРСР.